# Diplazon heinrichi
Diplazon heinrichi är en stekelart som beskrevs av Diller 1982. Diplazon heinrichi ingår i släktet Diplazon och familjen brokparasitsteklar. Inga underarter finns listade i Catalogue of Life.